# Paul Galbraith
Paul Galbraith (* März 1964 in Edinburgh) ist ein schottischer klassischer Gitarrist. Er entwickelte eine achtsaitige Gitarre und eine alternative Spielhaltung für die Konzertgitarre.

## Leben
Galbraith verbrachte die ersten Lebensjahre in Schottland und in Malawi, bevor die Familie nach London zog. Dort nahm er als Siebenjähriger Klavierunterricht und begann im Alter von acht Jahren mit dem Gitarrenspiel. Auch nach der Rückkehr des Elfjährigen nach Edinburgh führte er den Unterricht auf beiden Instrumenten fort. Sein erstes Konzert gab er mit zwölf Jahren 1976, sein erstes Konzert mit Orchester an der Chetham’s Music School in Manchester 1980.
Ab 1981 nahm Galbraith an einigen Wettbewerben mit Erfolg teil, so am ersten „Segovia International Guitar Competition“ in Kent, anlässlich dessen Andrés Segovia ihm persönlich eine große künstlerische Zukunft vorhersagte, am Wettbewerb „Young Musician of the Year“ der BBC und beim „Esztergom International Guitar Festival“ 1983.
Galbraith entwickelte eine zunehmende Unzufriedenheit mit der klassischen Gitarrenhaltung und experimentierte mit alternativen Haltungen, zunächst mit gekreuzten Beinen auf dem Boden sitzend, dann mit einem Cello-artigen „Stachel“ am unteren Zargenrand und später mit einem unter dem „Stachel“ angebrachten Resonanzkasten.
Anfang der 1990er Jahre erkannte Galbraith bei der Suche nach einem adäquaten Gitarrenarrangement für Johannes Brahms „Variationen über ein eigenes Thema Op. 21a“ die Möglichkeiten einer achtsaitigen Gitarre. Er ließ sich ein entsprechendes Instrument mit erweitertem Tonumfang in Bass und Diskant bei dem englischen Gitarrenbauer David Rubio anfertigen. Dieses, unter anderem auf Steg- und Bundanordnung des Orpheoreon basierende, Instrument wurde als „Brahms-Gitarre“ bekannt.
Seit 1996 lebt Galbraith mit seiner Familie in São Paulo.

## Diskographie
- French Impressions, 8-saitige Gitarre, Delos, 2006.
- In Every Lake the Moon Shines Full, 8-saitige Gitarre, Delos, 2001.
- Lute Suites of J.S. Bach, 8-saitige Gitarre, Delos, 2000.
- Paul Galbraith Plays Haydn, 8-saitige Gitarre, Delos, 1999.
- Bach: The Sonatas and Partitas for unaccompanied Violin, 8-saitige Gitarre, Delos, 1998 (nominiert für die Grammy Awards)
- Introducing the Brahms Guitar, 8-saitige Gitarre, Watercourse, 1996.